# Сир, Том
Том Сир (нидерл. Tom Sier; род. 1 января 1970, Волендам, Северная Голландия) — нидерландский футболист, защитник. Выступал за нидерландские клубы «Волендам», «Херенвен», «Аякс» и «Спарта».

## Биография

### Клубная карьера
Том Сир является воспитанником клуба «РКАВ Волендам» из своего родного города Волендама. Свою профессиональную карьеру Том начал в клубе «Волендам», в котором Сир дебютировал 17 сентября 1989 года в матче против «НЕКа», который завершился вничью со счётом 2:2. В том матче Сир вышел на замену на 69-й минуте вместо Джека Тола. В своём дебютном сезоне в чемпионате Нидерландов сезона 1989/1990 Сир сыграл 24 матча, а его команда заняла шестое место в чемпионате. Всего за клуб Том провёл пять сезонов, отыграв за это время в чемпионате Нидерландов 103 матча, в которых забил 3 мяча. В середине сезона 1993/1994 Сир перешёл «Херенвен». За три с половиной сезона Том отыграл за «Херенвен» 111 матчей и забил 3 мяча.
В 1997 году Том перешёл в амстердамский «Аякс», сумма трансфера составила 3 млн гульденов. В дебютном сезоне за «Аякс» Том сыграл 17 матчей в чемпионате Нидерландов сезона 1997/1998, а также выиграл с клубом кубок и чемпионат Нидерландов. В августе 1999 года Сир получил перелом правой ноги, травма оказалось серьёзной и поэтому Тому была проведена операция, во время которой в ногу была вмонтирована металлическая пластина для лучшего сращивания кости. Из-за постоянных травм Том за четыре сезона в «Аяксе» провёл всего 29 матчей в чемпионате. 1 июля 2001 года «Аякс» расторг действующий контракт с Томом, а спустя несколько дней Сир в качестве свободного игрока перешёл в роттердамскую «Спарту». За «Спарту» Том провёл шесть матчей в сезоне 2001/2002, а по окончании сезона Сир завершил свою карьеру в возрасте 32 лет.

### Достижения
- Чемпион Нидерландов: 1998
- Обладатель кубка Нидерландов: 1998, 1999